# En revenant de la revue
En revenant de la revue est une chanson de Lucien Delormel et Léon Garnier pour les paroles, Louis-César Desormes (1840-1898) pour la musique, créée par Paulus à la Scala à Paris en mai 1886. Les paroles présentent une satire de la petite-bourgeoisie séduite par le général Boulanger, racontant un pique-nique patriotique virant à la bacchanale. 

## Contexte
La chanson est créée dans un contexte d'absence de majorité stable au Parlement ; cette crise parlementaire, accompagnée de nombreux scandales politico-financiers, provoque une montée de l'anti-parlementarisme, et la recherche d'un homme providentiel. La popularité du général Boulanger va croissant, popularité fondée sur ses améliorations des conditions de vie des soldats, lors de son passage au ministère de la Guerre.

## En revenant de la revuepar Paulus
« C'était le 14 juillet 1886. Il avait fait un temps superbe toute la journée et, dès huit heures du soir, la foule envahissait les cafés-concerts des Champs-Élysées... Ce soir-là, dans la salle comme dans les loges d'artistes, on ne causait que de l'évènement du jour : la revue de Longchamp où la population parisienne avait acclamé le général Boulanger...
Quelque temps auparavant j'avais entendu et remarqué dans un ballet de Desormes, joué aux Folies Bergère, une marche dont le rythme entraînant m'avait empoigné. Je priais Desormes de distraire cette marche de son ballet, d'y faire quelques modifications et adjonctions que j'indiquai et de confier le soin de composer les paroles à Delormel et Garnier. Il fit ce que je lui demandais, avec son talent habituel, et j'eus : En revenant de la revue.
J'avais déjà chanté cette chanson avec beaucoup de succès, mais je voulais décupler le succès en profitant de ce 14 juillet pour réaliser mon désir. Deux vers, substitués aux anciens, dans un des couplets, amenèrent ce résultat. Après deux premières chansons, applaudi et rappelé par toute la salle, je chantai : En revenant de la revue. « Moi, j'faisais qu'admirer tout nos braves petits troupiers » devint « Moi, j'faisais qu'admirer notr' brav' général Boulanger ». Ce furent des acclamations enthousiastes ! Je connus la grande ivresse ! Tous les spectateurs, debout, battaient des mains ! Je dus bisser, trisser. Je ne pouvais plus quitter la scène.
Pendant quinze ans, à Paris, en province, à l'étranger, on me demanda : En revenant de la revue. À une soirée chez le ministre Granet, je la chantai devant le général Boulanger, qui, naturellement, m'applaudit avec chaleur et vint me serrer la main en me disant : « Tous mes compliments, mon cher Paulus ! Et à l'année prochaine ». L'année suivante, le vent avait changé, le ministre aussi. C'était la première fois que je voyais le général Boulanger. Ce fut la dernière. »

— Paulus, Trente ans de cafe-concert. Souvenirs recueillis par Octave Pradels

## Paroles
« Je suis l'chef d'une joyeuse famille,
Depuis longtemps j'avais fait l'projet
D'emmener ma femme, ma sœur, ma fille
Voir la revue du quatorze juillet.
Après avoir cassé la croûte,
En chœur nous nous sommes mis en route
Les femmes avaient pris le devant,
Moi j'donnais le bras à belle-maman.
Chacun devait emporter
De quoi pouvoir boulotter,
D'abord moi je portais les pruneaux,
Ma femme portait deux jambonneaux,
Ma belle-mère comme fricot,
Avait une tête de veau,
Ma fille son chocolat,
Et ma sœur deux œufs sur le plat.

Gais et contents, nous marchions triomphants,
En allant à Longchamp, le cœur à l'aise,
Sans hésiter, car nous allions fêter,
Voir et complimenter l'armée française.

Bientôt de Longchamp on foule la pelouse,
Bien vite on s'met à s'installer,
Puis, je débouche les douze litres à douze,
Et l'on se met à saucissonner.
Tout à coup on crie vive la France,
Crédié, c'est la revue qui commence
Je grimpe sur un marronnier en fleur,
Et ma femme sur le dos d'un facteur
Ma sœur qu'aime les pompiers
Acclame ces fiers troupiers,
Ma tendre épouse bat des mains
Quand défilent les saint-cyriens,
Ma belle-mère pousse des cris,
En reluquant les spahis,
Moi, je faisais qu'admirer
Notre brave général Boulanger.

Gais et contents, nous étions triomphants,
De nous voir à Longchamp, le cœur à l'aise,
Sans hésiter, nous voulions tous fêter,
Voir et complimenter l'armée française.

En route j'invite quelques militaires
À venir se rafraîchir un brin,
Mais, à force de licher des verres,
Ma famille avait son petit grain.
Je quitte le bras de ma belle-mère,
Je prends celui d'une cantinière,
Et lorsque le soir nous rentrons,
Nous sommes tous complètement ronds.
Ma sœur qu'était en train
Ramenait un fantassin,
Ma fille qu'avait son plumet
Sur un cuirassier s'appuyait,
Ma femme, sans façon,
Embrassait un dragon,
Ma belle-mère au petit trot,
Galopait au bras d'un turco.

Gais et contents, nous allions triomphants
En revenant de Longchamp, le cœur à l'aise,
Sans hésiter, nous venions d'acclamer,
De voir et de complimenter l'armée française. »

## Présence au cinéma
Le refrain de la chanson est repris deux fois dans le film La Règle du jeu de Jean Renoir; il apparait aussi dans le film L'Horloger de Saint-Paul, et sa mélodie est également utilisée dans le film French Cancan du même réalisateur ainsi que dans le documentaire satirique Vive la France de Michel Audiard.

## Enregistrements
Martin Pénet liste plus de vingt enregistrements de la chanson, parmi lesquels :
- 1898 : Adolphe Maréchal
- 1909 : Jean Péheu
- 1925 : Louis Lynel
- 1934 : Perchicot
- 1950 : Georgius
- 1950 : Bourvil
- 1954 : Roger Pierre et Jean-Marc Thibault
- 1982 : Guy Béart